# Vars & Kaper: DeconstructiON
Vars & Kaper: DeconstructiON lub Wars & Kaper: DeconstructiON – album polskiego zespołu jazzowego Paweł Kaczmarczyk Audiofeeling Trio nagrany we współpracy z polskim pionierem turntablizmu, tj. Mr. Krimem. Został wydany 26 maja 2016 przez słowacką oficynę Hevhetię (nr kat. HV 0126-2-331). Premiera medialna albumu odbyła się na Międzynarodowych Targach Jazzahead!2016 w Bremie w Niemczech pod koniec kwietnia 2016. Światowa premiera miała miejsce na Festiwalu Muzyki Filmowej w Centrum Kongresowym ICE Arena w Krakowie dokładnie 26 maja 2016. Płyta jest muzycznym pomostem między kameralnym jazzem a elektroniką w odsłonie znanej kulturze hip-hopu, dla których bazą stały się kompozycje związanych z Hollywood polskich twórców muzyki filmowej - Henryka Warsa i Bronisława Kapera.

## Lista utworów
| #   | Tytuł                                                                                                   | Czas  |
| --- | --- | ----- |
| 1.  | „Invitation” (1952, z filmu "Invitation") Autor: Bronisław Kaper.                                       | 5:31  |
| 2.  | „Along the Milky Way / Po Mlecznej Drodze” (1946, z filmu "Wielka Droga") Autor: Henryk Wars.           | 11:27 |
| 3.  | „While My Lady Sleeps” (1941, z filmu "Chocolate Soldier") Autor: B. Kaper.                             | 7:35  |
| 4.  | „You Won't Forget Me Now / Już nie zapomnisz mnie” (1938, z filmu "Zapomniana melodia") Autor: H. Wars. | 7:31  |
| 5.  | „Follow Me - Intro” (1962, z filmu "Mutiny on Bounty") Autor: B. Kaper.                                 | 1:50  |
| 6.  | „Follow Me” (1962, z filmu "Mutiny on Bounty") Autor: B. Kaper.                                         | 7:39  |
| 7.  | „All God's Chillun Got Rhythm” (1937, z filmu "A Day at the Races") Autor: B. Kaper.                    | 4:12  |
| 8.  | „Oh Sleep, My Love / Ach śpij kochanie” (1938, z filmu "Paweł i Gaweł") Autor: H. Wars.                 | 9:54  |
| 9.  | „Mister John / Panie Janie” (1938, z filmu "Zapomniana melodia") Autor: H. Wars.                        | 6:50  |
| 10. | „Ninon - Canto” (1933, z filmu "Zdobyć Cię muszę") Autor: B. Kaper.                                     | 1:11  |
| 11. | „Ninon” (1933, z filmu "Zdobyć Cię muszę") Autor: B. Kaper.                                             | 4:10  |

## Wykonawcy
- Paweł Kaczmarczyk Audiofeeling Trio
  - Paweł Kaczmarczyk - fortepian, aranżacje, produkcja muzyczna
  - Maciej Adamczak (na koncertach zastępstwo - Kuba Dworak) - kontrabas; aranżacja (razem z P. Kaczmarczykiem) utworu nr. 7
  - Dawid Fortuna - perkusja
- Mr. Krime (Wojciech Długosz) - turntablizm i instrumenty elektroniczne, DJ
- Hubert Kaszycki - VJ
- Piotr Witkowski - realizacja dźwięku
- Jan Smoczyński - produkcja muzyczna, miks, mastering (Tokarnia Studio, Nieporęt)
- Maciej Plewiński - zdjęcia, opracowanie graficzne
- Wojciech Kłeczek - producent wykonawczy